# Meliskerke
Meliskerke (seeländisch Melis) ist ein Dorf auf der Halbinsel Walcheren in der niederländischen Provinz Zeeland. Es gehört seit 1997 zur Gemeinde Veere.

## Geschichte
Meliskerke wurde 1235 zum ersten Mal in einer Urkunde des Bischofs von Utrecht als Meilofskerca erwähnt. Er war auch als Hugekerke bekannt, nach dem vermutlichen Gründer Hugo. Bis etwa 1400 galt der Ort als Lehen der Abtei Middelburg, danach wechselten die Besitzverhältnisse mehrfach. Von 1816 bis 1966 war Meliskerke eine eigenständige Gemeinde, danach wurde es Teil der Gemeinde Mariekerke, die 1997 Teil der Gemeinde Veere wurde.

## Sehenswürdigkeiten
Die mittelalterliche Kirche, die vor der Reformation St. Odulphuskirche hieß, hat einen schiefen Turm mit sechzig Zentimeter Neigung aus dem Lot.
Die Getreidemühle Meliskerke Molen wurde 1801 erbaut. Sie war bis 1954 in Betrieb. 1987 wurde sie von der Gemeinde gekauft und restauriert.

## Persönlichkeiten
- Franca Treur (* 1979), Schriftstellerin und Journalistin[5]